# Бет (буква сирийского алфавита)
ܒ (ܒܝܬ, бет) — вторая буква сирийского алфавита.

## Использование
Происходит от арамейской буквы бет (𐡁), восходящей к финикийской букве бет (𐤁, ).
В сирийском языке обозначала взрывной согласный [b] (также указывается точкой над буквой — кушшаей, ◌݁), после гласных — фрикатив [v] (указывается точкой под буквой — руккахой, ◌݂). В ассирийском языке обозначает [b] или [v] (обозначается точкой снизу). Числовое значение в сирийской системе счисления — 2.
В романизациях ALA-LC и BGN/PCGN передаётся как b.

## Кодировка
Буква бет была добавлена в стандарт Юникод в версии 3.0 в блок «Сирийское письмо» (англ. Syriac) под шестнадцатеричным кодом U+0712.